# ベーカー・ベンカタラマン転位
ベーカー・ベンカタラマン転位（ベーカー・ベンカタラマンてんい、英語: Baker–Venkataraman rearrangement）とは、有機化学における転位反応のひとつで、2-アセトキシアセトフェノンの誘導体に塩基を作用させるとアセトキシ基のアシル部位が転位して 1,3-ジケトンを与える反応。1930年代に Baker と Venkataraman らがそれぞれ報告した。
この転位反応ではまず塩基の作用によりエノラートが発生したのち、アセトキシ部位の炭素へ攻撃してアシル基が移動する。
クロモンやフラボン、クマリン骨格の合成過程で利用される。